# Провінції Португалії
Прові́нції Португа́лії — адміністративно-територіальні одиниці Португалії до запровадження сучасного адміністративного поділу Португалії

## Античність
Перші провінції на території Португалії були встановлені в часи Римського панування на Піренейському півострові. Між 27 і 13 роками до н. е. римляни поділили його на три частини — провінції Тарраконіка, Бетіка та Лузітанія. Майбутня Португалія займала західні землі Тарраконіки та більшу частину Лузітанії. У добу імператора Діоклетіана зі складу Тарраконіки виокремили Карфагеніку та Галлецію. Північні португальські території опинилися в Галлеції.
Римський адміністративний поділ з незначними змінами залишався у варварському Вестготському королівстві, яке на початок VIII століття підкорило всю територію Піренейського півострова. Землі майбутньої Португалії були поділені між вестготськими провінціями Галлеція на півночі та Лузітанія на півдні. Після мусульманського завоювання Іспанії вестготська держава була знищена, а терени Португалії потрапили в територіальне об'єднання Аль-Андалус. Мусульмани включили португальські землі до своїх провінцій Аль-Табр Аль-Адна (Нижня Марка) та Аль-Гарб (Захід).
Під час Реконкісти християнські держави Піренейського півострова наслідували римські та вестготські зразки, зберігаючи назви античних провінцій. Проте самі королівства поділялися на графства, які очолювали місцеві управителі — графи або князі. Їхні володіння так само ділилися на менші одиниці, де головували удільні місцеблюстителі. Португальське королівство виникло на основі Португальського графства (Портукале), що до своєї незалежності залежало від Леонського королівства.

Римські провінції І ст. до н. е.
Римські провінції 17 до н. е.
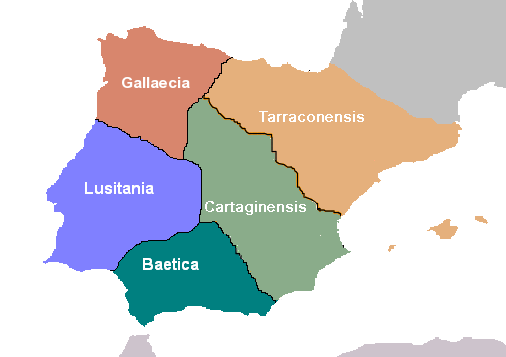
Римські провінції ІІІ ст.
Римські провінції 293
Вестготські провінції 700
Кордовський халіфат 1000

## Середньовіччя

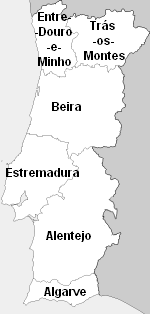
Колишній поділ на 6 провінцій

З XV століття Королівство Португалія поділялося на 6 великих територіально-адміністративних одиниць. До кінця XVI століття вони називалися комарками (порт. comarca); згодом стали називати провінціями (порт. província). Загалом вони зберігалися в основі адміністративного поділу країни до ХІХ століття. З півночі на південь вони були такі:
- Трансмонтана — північний схід;
- Дору-Міню — північний захід;
- Бейра — центр;
- Комарка Ештремадура (лат. Extremadura, порт. Estremadura, Естемадурська комарка) — узбережна, в межах річок Тежу й Дору на півдні; у XVI столітті північний кордон проходив на півдні річки Мондегу, а південний — по Тежу, охоплюючи Сетубалський півострів.
- Комарка Ентре-Тежу-і-Гуадіана (порт. Entre-Tejo-e-Odiana; Зарічна комарка, або Заріччя) — в межах річок Тежу на півночі й гір Калдейранських гір на півдні. Згодом перейменована на комарку Алентежу (лат. Transtagana, порт. Alentejo; Затежжя, Транстагія).
- Королівство Алгарве (порт. Algarve) — від Калдейранських гір на півночі до океанського узбережжя на півдні. Завжди мало почесний титул «королівства», хоча управління в ньому здійснювалося на рівних з іншими комарками умовах.

Кожну з комарок очолював урядник, що називався тенент (порт. tenent, «намісник»; в англійській літературі — «лейтенант»). Він представляв королівську владу на місці, був адміністративним управителем і головним суддею. Згодом намісників називали старшими намісниками (порт. meirinhos-mor), коррегедорами (нім. corregedore, «виправниками»), комендантами, або військовими губернаторами (порт. governador das armas).
В середині 18 століття територію навколо Порту було виділено від Ентре-Доуру-і-Мінью та Бейра, утворивши таким чином Партіду-ду-Порту — військову одиницю під керівництвом власного військового губернатора. Проте ця одинця продовжувала входити до складу відповідних провінцій, у всіх інших відношеннях, крім військових.

## Модерн

### 1832—1835
Після Ліберальної революції 1820 року королівський уряд отримав пропозиції від лібералів провести адміністративно-територіальну реформу. Планувалося поділити країну на адміністративні округи. Ці пропозиції не були реалізовані через протистояння з консерваторами-абсолютистами.
1832 року, в ході Громадянської війни, ліберальний уряд у вигнанні на Азорських островах односторонньо проголосив адміністративно-територіальну реформу країни. Її автором був міністр Мозіню-да-Сілвейра. Реорганізація охоплювала усю португальську національну територію, в тому числі острови і заморські володіння. Португалія поділялася на 10 провінцій (префектур). Вони складалися з комарок (субпрефектур), а ті — з муніципалітетів. Провінції очолювали префекти, комарки — субпрефекти, муніципалітети — мери. Кожна адміністративна одиниця отримувала власну виборну раду. До традиційних провінцій додавалися нові: Дору (колишнє управління Порту), Азори і Мадейра.
| Міню                                                    | Трансмонтана                                          | Дору                                          | Верхня Бейра                | Нижня Бейра                              |
| - Барселуш - Брага - Гімарайнш - Монсан - Понте-де-Ліма | - Браганса - Віла-Реал - Монкорву - Шавеш             | - Авейру - Коїмбра - Пенафієл - Порту - Фейра | - Візеу - Ламегу - Транкозу | - Гуарда - Каштелу-Бранку - Сейя - Томар |
| Ештремадура                                             | Алентежу                                              | Алгарве                                       | Азори                       | Мадейра                                  |
| - Аленкер - Лейрія - Лісабон - Сантарен - Торреш-Ведраш | - Бежа - Евора - Елваш - Оріке - Порталегре - Сетубал | - Лагуш - Тавіра - Фару                       | - Ангра - Понта-Делгада     | - Фуншал                                 |

Одночасно, в заморських територіях Португалії утворювалися провінції Гвінеї і Кабо-Верде, Анголи, Мозамбіку, Індії, Сан-Томе і Принсіпі, Східного Тимору і Макао. Вони отримали своїх префектів, виборні ради, і були рівноправними з провінціями метрополії.
1833 року провінцію Азори розділили на дві — Західну і Східну (через небажання острова Сан-Мігел підпорядковуватися острову Терсейрі). 1836 року після заснування Орти із Західної провінції виокремили Центральну.
Реформа набула чинності по всій країні лише 1834 року після перемоги лібералів у громадянській війні.

### 1835—1936
Однак, відразу у 1835 цей поділ було замінено поділом на адміністративні округи. Хоча основне розділення країни стало на округи, провінції 1832 були збережені, хоч і без власних органів, а лише як кластери округів для статистичних і регіональних цілей. Таке становище залишалося аж до 20 століття.
Отже, в континентальній частині і на островах, провінції 1832 виглядали так:
- Мінью
- Трансмонтана
- Дору
- Верхня Бейра
- Бейра-Байша
- Ештремадура
- Алентежу
- Алгарве
- Азори
- Мадейра

## 1936—1937

Колишній (з 1936 р.) поділ на провінції, встановлений за часів Нової держави

З самого початку існування Нової держави було запроваджено політику реорганізації країни, яка була передбачена Конституцією 1933. Континентальна частина країни мала бути розділена на регіональні автаркії, названі провінціями. Цей процес було завершено у 1936 році. Провінційний поділ базувався на дослідженнях географа Аморіна Жірау (порт. Amorim Girão), опублікованих між 1927-1930, що передбачали поділ континентальної частини Португалії на 13 «природних регіонів». Проте було утворено лише 11 провінцій, кожна з яких відповідала «природним регіонам» Аморіна Жірау, за винятком двох: «природні регіони» Траз-уж-Монтіш і Алту-Дору, Бейра-Алта і Бейра-Траншмонтана були об'єднані, відповідно, у провінцію Траз-уж-Монтіш і Алту-Дору і Бейра-Алта і Бейра-Траншмонтана. Паралельно поділу на провінції зберігався і поділ на адміністративні округи, границі яких не збігалися.
У 1959 році функції регіональних автаркій перейшли до адміністративних округів, при чому провінційні управи або жунти були замінені на окружні (порт. Juntas Distritais). Провінції продовжували бути одиницями історичного і географічного значення, припинивши своє існування де-юре з прийняттям Конституції 1976.
Попри це, назви провінцій використовуються дотепер як у шкільних посібниках, так і в обіговій розмовній мові багатьох португальців. Виділяють такі провінції:
- Мінью
- Трансмонтана
- Берегове Дору
- Берегова Бейра
- Верхня Бейра
- Нижня Бейра
- Рібатежу
- Ештремадура
- Верхнє Алентежу
- Нижнє Алентежу
- Алгарве

У 1936-1976 територія Португалії офіційно ділилася на провінції, вживання історичних назв яких зберігається:
- Алгарве (порт. Algarve)
- Верхнє Алентежу (порт. Alto Alentejo)
- Нижнє Алентежу (порт. Baixo Alentejo)
- Верхня Бейра (порт. Beira Alta)
- Нижня Бейра (порт. Beira Baixa)
- Берегова Бейра (порт. Beira Litoral)
- Берегове Дору (порт. Douro Litoral)
- Мінью (порт. Minho)
- Рібатежу (порт. Ribatejo)
- Трансмонтана і Верхнє Дору (порт. Trás-os-Montes e Alto Douro)
- Ештремадура (порт. Estremadura)

## Адміністративно-територіальний поділ
| Історичні провінції та острови          | Округи           | Площа (тисяч км) | Населення (тисяч осіб, 1972) | Центри           |
| --------------------------------------- | ---------------- | ---------------- | ---------------------------- | ---------------- |
| Мінью                                   | Віана-ду-Каштелу | 2,1              | 246                          | Віана-ду-Каштелу |
| Мінью                                   | Брага            | 2,7              | 610                          | Брага            |
| Трансмонтана і Верхнє Дору              | Віла-Реал        | 4,2              | 256                          | Віла-Реал        |
| Трансмонтана і Верхнє Дору              | Браганса         | 6,5              | 172                          | Браганса         |
| Берегове Дору                           | Порту            | 2,3              | 1330                         | Порту            |
| Верхня Бейра Нижня Бейра Берегова Бейра | Візеу            | 5,0              | 399                          | Візеу            |
| Верхня Бейра Нижня Бейра Берегова Бейра | Гуарда           | 5,5              | 201                          | Гуарда           |
| Верхня Бейра Нижня Бейра Берегова Бейра | Каштелу-Бранку   | 6,7              | 245                          | Каштелу-Бранку   |
| Верхня Бейра Нижня Бейра Берегова Бейра | Коїмбра          | 4,0              | 396                          | Коїмбра          |
| Верхня Бейра Нижня Бейра Берегова Бейра | Авейру           | 2,7              | 546                          | Авейру           |
| Верхня Бейра Нижня Бейра Берегова Бейра | Лейрія           | 3,5              | 372                          | Лейрія           |
| Рібатежу                                | Сантарен         | 6,7              | 423                          | Сантарен         |
| Ештремадура                             | Лісабон          | 2,8              | 1611                         | Лісабон          |
| Ештремадура                             | Сетубал          | 5,15             | 487                          | Сетубал          |
| Верхнє Алентежу                         | Евора            | 7,4              | 173                          | Евора            |
| Верхнє Алентежу                         | Порталегрі       | 5,9              | 140                          | Порталегрі       |
| Байшу-Алентежу                          | Бежа             | 10,2             | 194                          | Бежа             |
| Алгарве                                 | Фару             | 5,1              | 261                          | Фару             |
| Азорські острови                        | Ангра-ду-Ероішму | 0,7              | 84                           | Ангра-ду-Ероішму |
| Азорські острови                        | Орта             | 0,8              | 40                           | Орта             |
| Азорські острови                        | Понта-Делгада    | 0,85             | 155                          | Понта-Делгада    |
| Мадейра                                 | Фуншал           | 0,8              | 248                          | Фуншал           |